# Jane Darling
Jane Darling (Klášterec nad Ohří, 26 settembre 1980) è un'ex attrice pornografica ceca.

## Biografia
Al secolo Jana Uhrová, ha iniziato ad interpretare film pornografici nel 2001 e da allora ha avuto parti in 150 film. È famosa per il suo generoso seno naturale e per le frequenti scene di sesso anale, quasi mai protetto.
Il 30 luglio 2004, la Darling ed altri quattro attori furono arrestati in Messico e successivamente espulsi per essere entrati nel paese con un visto turistico ed avervi compiuto un'attività lavorativa. La Darling e gli altri quattro erano intervenuti ad un festival erotico messicano.
Jane Darling ha annunciato il proprio ritiro dal mondo del porno nel 2008.

## Premi
- 2005 AVN Award nomination – Female Foreign Performer of the Year[3]
- 2005 AVN Award nomination – Best Sex Scene in a Foreign-Shot Production – Internal Cumbustion 5 (with Chris Charming)[3]
- 2005 FICEB Ninfa nomination – Best Supporting Actress – House of Shame
- 2007 AVN Award nomination – Female Foreign Performer of the Year[4]